# Selección de fútbol sub-23 de Comoras
La Selección de fútbol sub-23 de Comoras, conocida también como la Selección olímpica de fútbol de Comoras, es el equipo que representa al país en Fútbol en los Juegos Olímpicos; y es controlada por la Federación de Fútbol de Comoras.
Su mejor participación internacional fue en el Torneo Maurice Revello de 2022 donde fue invitado y superó a Colombia mediante tiros desde el punto penal.

## Estadísticas

### Juegos Olímpicos
| Año            | Ronda              | J                  | G                  | E                  | P                  | GF                 | GC                 |
| -------------- | ------------------ | ------------------ | ------------------ | ------------------ | ------------------ | ------------------ | ------------------ |
| De 1900 a 1972 | Parte de Francia   | Parte de Francia   | Parte de Francia   | Parte de Francia   | Parte de Francia   | Parte de Francia   | Parte de Francia   |
| De 1976 a 1992 | No afiliado al COI | No afiliado al COI | No afiliado al COI | No afiliado al COI | No afiliado al COI | No afiliado al COI | No afiliado al COI |
| De 1996 a 2004 | No afiliado a FIFA | No afiliado a FIFA | No afiliado a FIFA | No afiliado a FIFA | No afiliado a FIFA | No afiliado a FIFA | No afiliado a FIFA |
| De 2008 a 2020 | No clasificó       | No clasificó       | No clasificó       | No clasificó       | No clasificó       | No clasificó       | No clasificó       |
| Total          |                    | 0                  | 0                  | 0                  | 0                  | 0                  | 0                  |